# Калибанган
Калибанга́н (хинди कालीबंगा) — город, расположенный на левом или южном берегу реки Гхаггар (Гаггар-Хакра) в Техсил-Пилибангане, между Суратгархом и Ханумангархом в районе Ханумангарх, Раджастхан, Индия; 205 км от Биканера. Он также может быть определён, как расположенный в треугольнике суши в месте слияния рек Дришадвати и Сарасвати. Доисторический и домаурьевский характер цивилизации долины Инда был впервые идентифицирован на этом месте учёным Луиджи Тесситори. Отчёт о раскопках Калибангана был полностью опубликован в 2003 году Археологической службой Индии, через 34 года после завершения раскопок. В отчёте сделан вывод, что Калибанган был крупной столицей провинции цивилизации долины Инда. Калибанган отличается уникальными огненными алтарями и «самой ранней засвидетельствованной пашней в мире». Примерно в 2900 году до нашей эры регион Калибанган превратился в город, который можно считать распланированным.

## Цивилизация долины Инда
Доисторическое место Калибангана было обнаружено итальянским индологом Луиджи Пио Тесситори (1887—1919). Он исследовал древние индийские тексты и был удивлён характером руин в этой местности. Он обратился за помощью к Джону Маршаллу из Археологической службы Индии (АСИ). В то время АСИ проводила раскопки в Хараппе, но они не знали о значении руин. Фактически, Тесситори был первым человеком, который признал, что руины были «доисторическими» и до-маурьевскими. Луиджи Пио Тесситори также указал на природу этой культуры, но в то время невозможно было догадаться, что руины Калибангана лежат в пределах цивилизации долины Инда. Он умер за пять лет до того, как хараппская культура была официально признана.
После обретения Индией независимости, оба основных города Хараппы (вместе с Индом) стали частью Пакистана, и индийские археологи были вынуждены активизировать поиски памятников Хараппы в Индии. Амлананд Гош (бывший генеральный директор Археологической службы Индии) был первым человеком, который признал это место как Хараппан и выделил его для раскопок. Под руководством Б. Б. Лала (в то время генерального директора АСИ), Балкришны (Б.К.) Тапара, М. Д. Кхаре, К. М. Шриваставы и С. П. Джайна были проведены раскопки в течение 9 лет (1960—1969) в 9 последовательных сеансах раскопок. Были раскопаны два древних кургана, раскинувшихся на полкилометра (площадь четверти квадратного километра). С западной стороны — меньший курган (KLB1), 9 метров высотой и известный как цитадель. Восточный курган, который выше (12 метров) и более, известен как нижний город (KLB2).
Раскопки неожиданно выявили двоякую последовательность культур, из которых верхняя (Калибанган I) принадлежит к Хараппану, показывая характерную сеточную схему мегаполиса, а нижняя (Калибанган II) ранее называлась до-Хараппанской, но теперь называется «Ранний Хараппан или предшествующий Хараппан». Другие близлежащие объекты, относящиеся к цивилизации долины Инда, включают Балу, Кунал (англ.), Банавали и т. д.

## Фаза раннего Хараппа

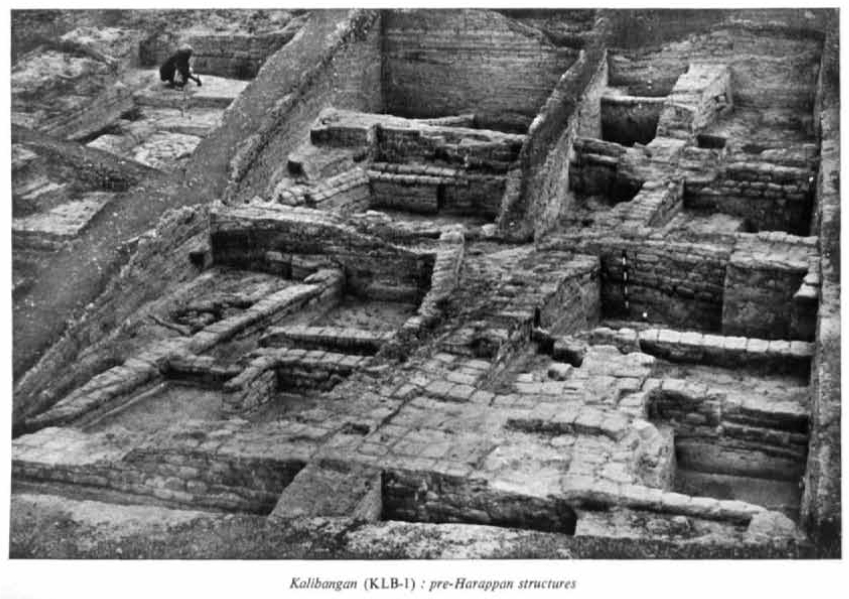
Калибанганские дохараппанские постройки

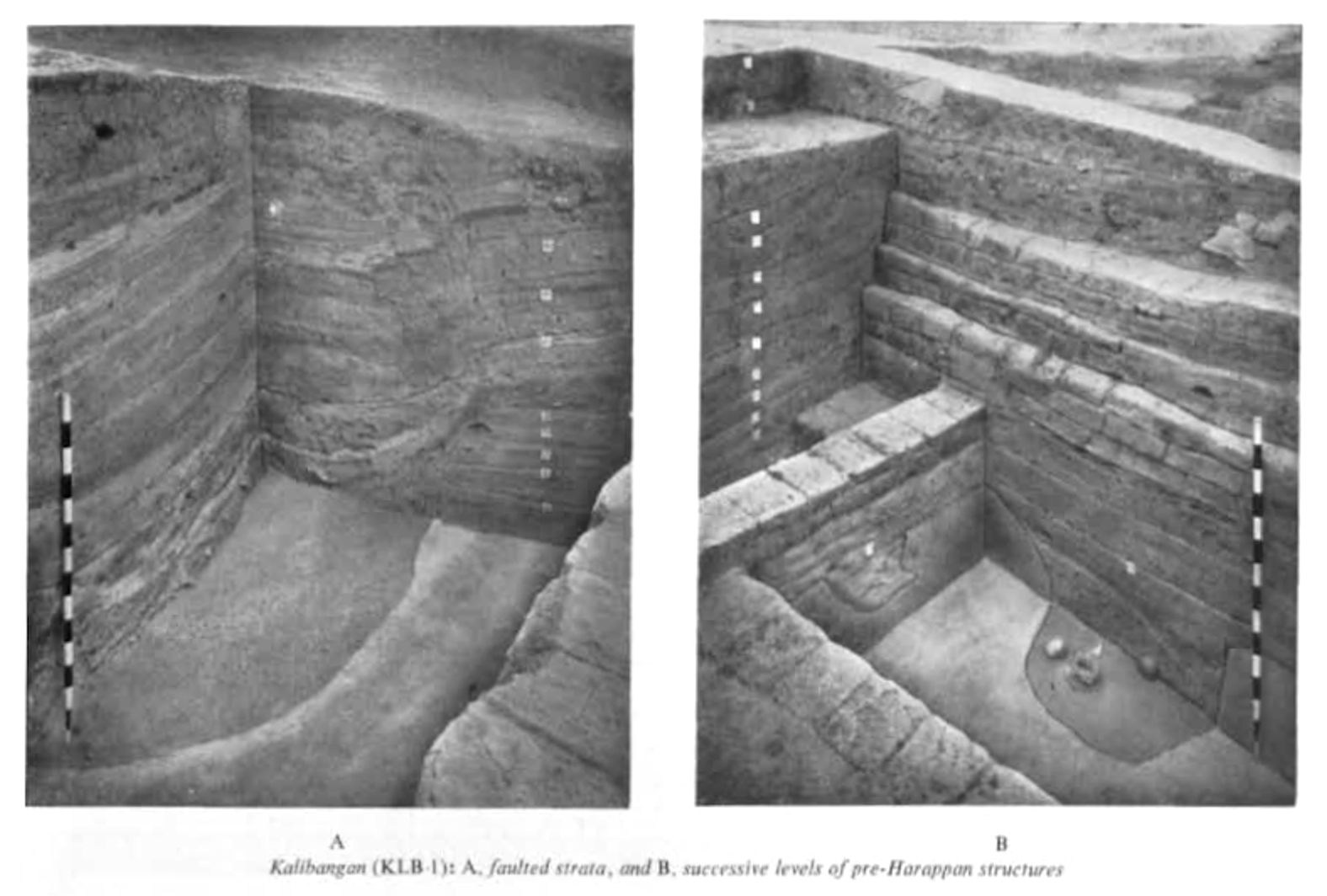
Калибанганские дохараппанские структурные пласты

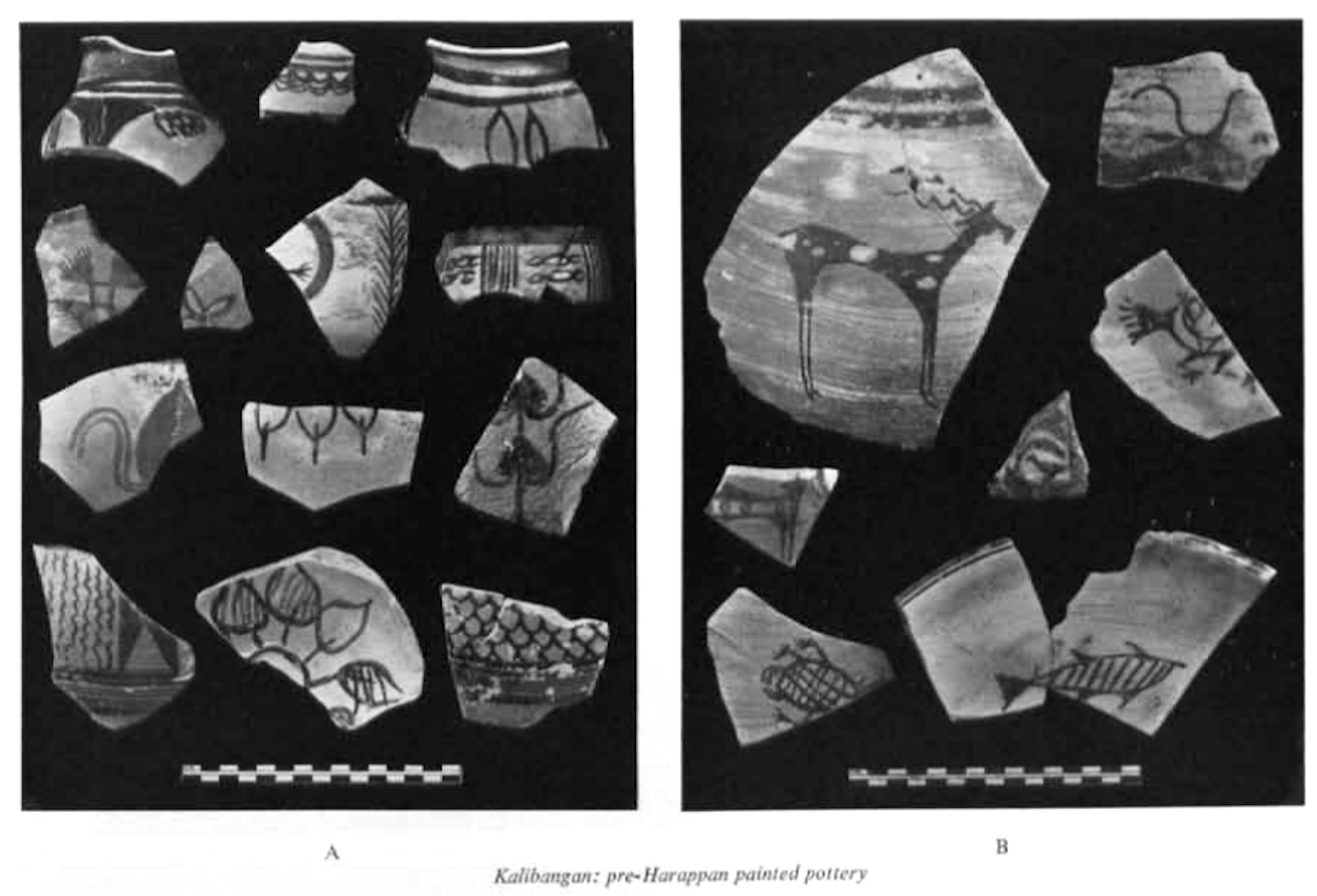
Калибанганская до-Хараппанская расписная керамика

Фаза раннего хараппана (также называемая фазой прото-хараппана) в Калибангане принадлежит культуре Соти-Сисвал (см. также сайт Соти).
Следы дохарапской культуры были обнаружены только на нижних уровнях западного кургана. Согласно археологическим данным, культура долины Инда существовала на этом месте с прото-Хараппской эпохи (3500 г. до н. э. — 2500 до н. э.) до Хараппанской эпохи (2500 г. до н. э. — 1750 г. до нашей эры). Эта более ранняя фаза называется Калибанган-I (KLB-I) или Период-I. Сходство глиняной посуды связывает Калибанган-I с культурой Соти-Сисвал, потому что большая часть этой глиняной посуды была позже обнаружена в деревне Соти на северо-западе Индии.

### Форт и дома

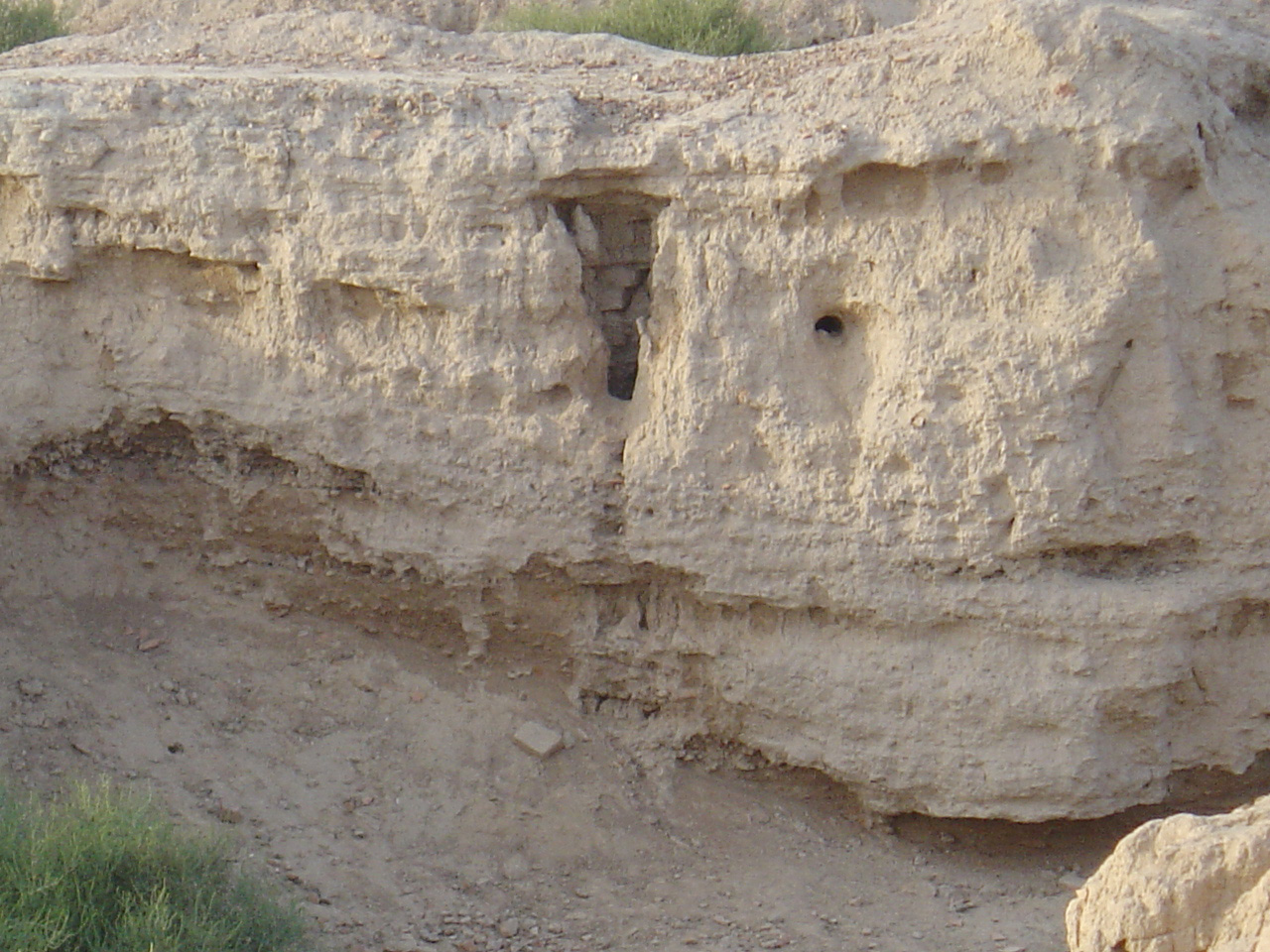
Руины Калибанги. В отверстии в центре видна кирпичная стена.

На этом этапе с начала оккупации поселение было укреплено из высушенных глиняных кирпичей. Этот форт строился дважды в разные периоды. Ранее стена форта имела толщину 1,9 метров, который был увеличен до 3,7-4,1 метров при реконструкции на данном этапе. Размер кирпича был 20 × 20 × 10. см в обеих фазах строительства. Курган цитадели (меньший курган) представляет собой параллелограмм около 130 метров по оси восток-запад и 260 метров на север-юг. Городское планирование было похоже на то, что было в Мохенджодаро или Хараппе. Направление домов и размеры кирпича заметно отличались от того, что использовалось в фазе Хараппан (KLB-II).
На территории, обнесённой стеной, дома были также построены из сырцовых кирпичей того же размера, что и стены форта; об использовании обожжённого кирпича свидетельствуют водостоки внутри домов, остатки печей и цилиндрические ямы, облицованные известковой штукатуркой. Также были обнаружены обожжённые кирпичи клиновидной формы.

### Самое раннее вспаханное поле
Б. Б. Лал, бывший генеральный директор ASI, пишет: 
«Калибанган в Раджастане предоставил свидетельства самого раннего (ок. 2800 г.) до н.э.) вспаханного сельскохозяйственного поля, когда-либо обнаруженного в результате раскопок».
 Оно было найдено к юго-востоку от дохараппского поселения, за пределами форта. «Раскопки Калибангана в современном западном Раджастане показывают вспаханное поле, первое в мире место такого рода. Он показывает сетку борозд, размещённых примерно в 30 см друг от друга с востока на запад и на расстоянии около 190 см друг от друга, идущих с севера на юг; образец удивительно похож на тот, который практикуется даже сейчас». Даже сегодня подобная вспашка используется в этом регионе для одновременного выращивания двух культур, особенно: горчицы и нута. Чтобы сохранить его, эта раскопанная площадь вспаханного поля была заново засыпана после раскопок и обозначена бетонными столбами.

### Другие находки
Среди других находок этого периода: маленькие лезвия из халцедона и агата, иногда зазубренные или зазубренные; бусы из стеатита, ракушки, сердолика, терракоты и меди; браслеты из меди, ракушки и терракоты; терракотовые предметы вроде игрушечной тележки, колеса и сломанного быка; quem с мюллерами, костяным остриём и медными кельтами, в том числе необычным топором и т. д..Игрушечные тележки предполагают, что тележки использовались для перевозки на ранней стадии Калибангана.

### Самые ранние землетрясения и конец фазы I
Б. Б. Лал, бывший генеральный директор ASI, пишет: 
«Калибанган в Раджастане … также показал, что землетрясение произошло около 2600 г. до н.э., что положило конец поселению Раннего Инда на этом месте.»
 Это, пожалуй, самое раннее землетрясение, зарегистрированное археологами. По крайней мере, три доисторических землетрясения, затронувшие цивилизацию долины Инда, в Дхолавире в Хадире были зарегистрированы в течение 2900—1800 гг. до нашей эры.
KLB-I фаза осталось 1.6 метров непрерывных отложений в пяти различных структурных пластах, последний из которых был разрушен, возможно, землетрясением, а участок был заброшен около 2600 до н. э., вскоре снова будет заселён хараппцами.

## Фаза Хараппан

### Огненные алтари

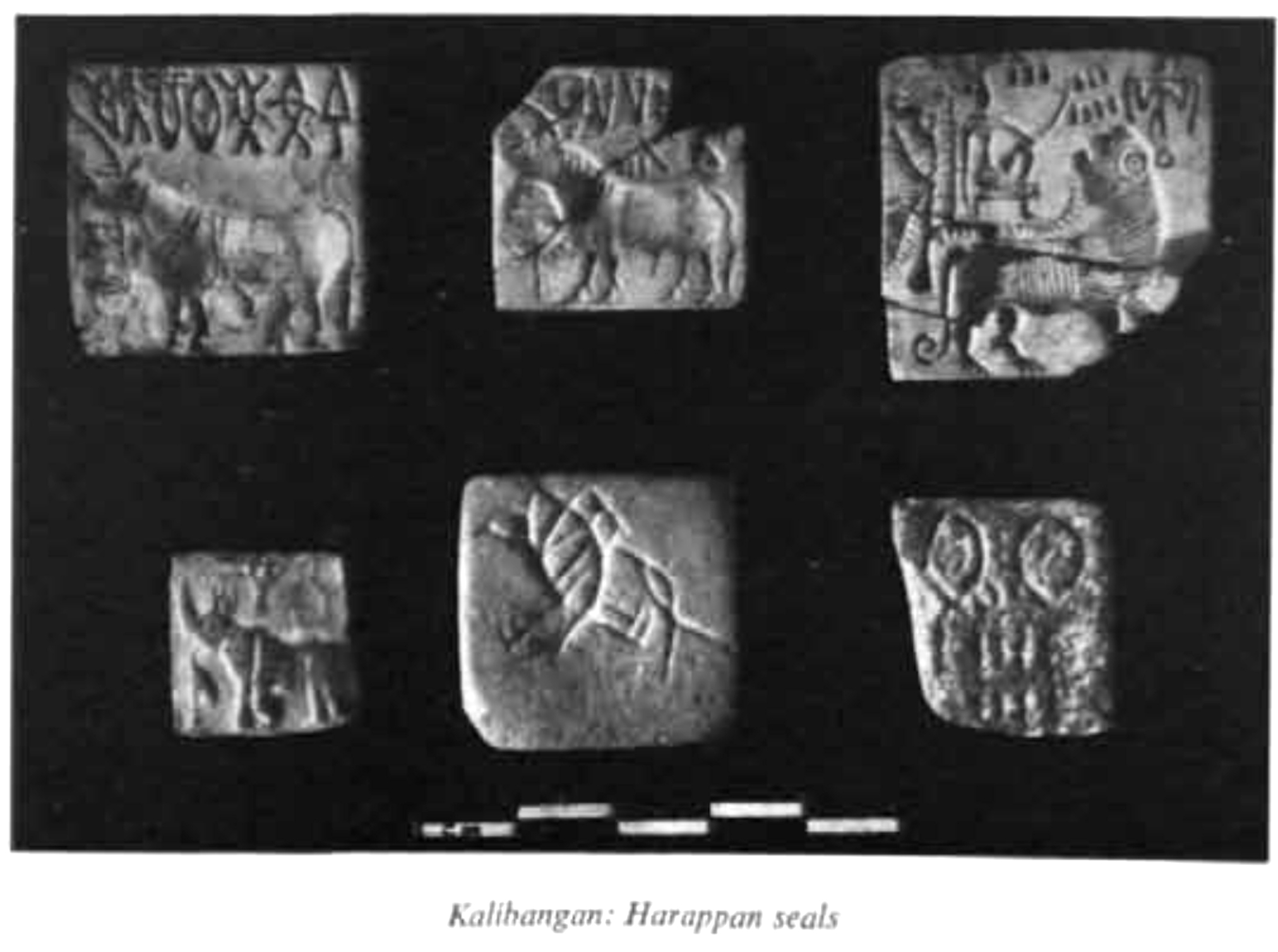
Калибанганские хараппанские печати

В Калибангане были обнаружены огненные алтари, похожие на те, что были найдены в Лотале, которые, по мнению сэра Рао, не могли служить никакой другой цели, кроме ритуальной. Эти алтари предполагают поклонение огню. Это единственное место цивилизации долины Инда, где нет никаких свидетельств поклонения богине-матери.
В пределах укреплённого комплекса цитадели, южная половина содержала много (пять или шесть) возвышающихся платформ из сырцовых кирпичей, разделённых между собой коридорами. К этим площадкам были пристроены лестницы. Вандализм этих платформ грабителями кирпича затрудняет восстановление первоначальной формы построек над ними, но были безошибочно обнаружены остатки овальных кострищ из обожжённого кирпича с жертвенным столбом (цилиндрическим или прямоугольным сечением; иногда кирпичи были возложены друг на друга, чтобы построить такой столб) посреди каждой ямы и жертвенные терракотовые плиты во всех этих кострищах. В домах нижнего города тоже есть подобные алтари. В этих кострах были обнаружены жжёные угли. Структура этих огненных алтарей напоминает алтари, но аналогия может быть случайной, и эти алтари, возможно, предназначены для какой-то конкретной (возможно, религиозной) цели сообществом в целом. В некоторых огненных алтарях были обнаружены останки животных, которые предполагают возможность их принесения в жертву.

Официальный сайт отчётов ASI: 
Помимо двух вышеуказанных принципов[sic]  части мегаполиса была также третья - умеренное строение, расположенное выше 80 м. э. нижнего города, содержащего четыре-пять огненных алтарей. Возможно, это уединённое сооружение использовалось для ритуальных целей
. Таким образом, огненные алтари были отнесены к трём группам: общественные алтари в цитадели, домашние алтари в нижнем городе и общественные алтари в третьей отдельной группе. Недалеко от огненных алтарей были обнаружены колодец и остатки места для купания, что позволяет предположить, что обрядовое омовение было частью ритуалов.

### Нижний город

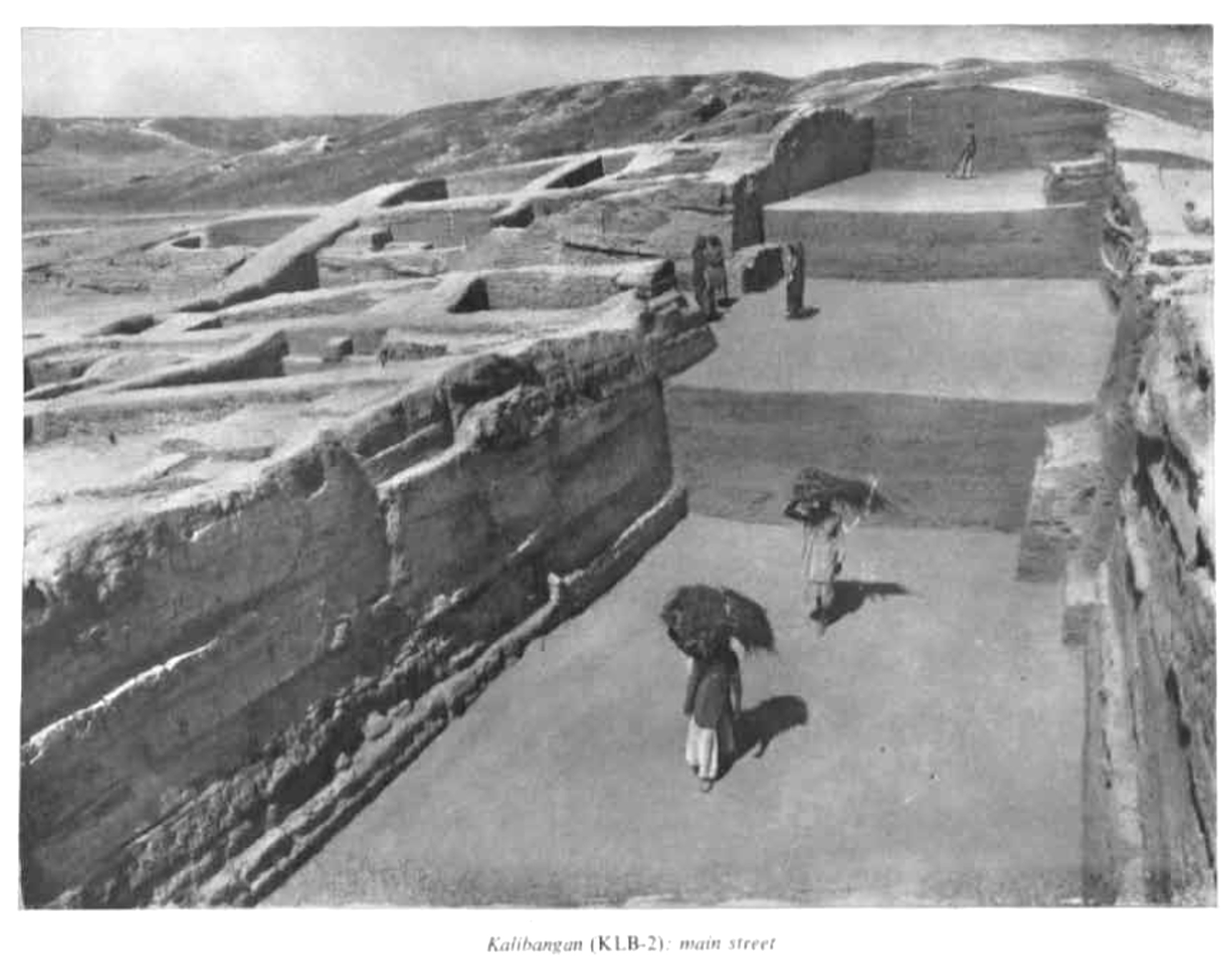
Калибанган 2, Главная улица

Нижний город тоже был укреплённым параллелограммом, хотя сейчас остались только следы. Форт был построен из сырцовых кирпичей (40 × 20 × 10 см) и выделены три-четыре структурные фазы. У него были ворота на севере и западе.

Б. Б. Лал писал:
"Улицы с хорошей застройкой (были) почти всегда ориентированы по сторонам света, образуя решетчатый узор. (В Калибангане) даже ширина этих улиц была в заданном соотношении, то есть, если ширина самого узкого переулка составляла одну единицу, другие улицы были дважды, трижды и так далее. (. . . ) Такое градостроительство было неизвестно в современной Западной Азии».
Нижний город был 239 метров с востока на запад, но протяжённость с севера на юг не может быть определена. Было признано 8 основных дорог: 5 с севера на юг и 3 с востока на запад. Ожидается, что в нераскопанных останках будет ещё несколько дорог с востока на запад. Вторая дорога с востока на запад шла по изогнутому контуру и пересекала первую на северо-восточном конце (в сторону реки), где были ворота. Эта дорога была аномалией в сетке прямых дорог. Было много переулков, соединённых с конкретными жилыми комплексами. Ширина дорог и переулков в точно определённых пропорциях, как и в других городах Хараппы, составляла от 7,2. метров по магистральным дорогам до 1,8 метров для узких переулков. На углах улиц были установлены отбойные стойки для предотвращения несчастных случаев. На втором уровне конструкции дороги выложены глиняной черепицей. Сливы из домов сливаются в ямы (отстойники) под дорогами. Какой-то центральный орган должен был быть там, чтобы всё это планировать и регулировать.

### Жилые строения

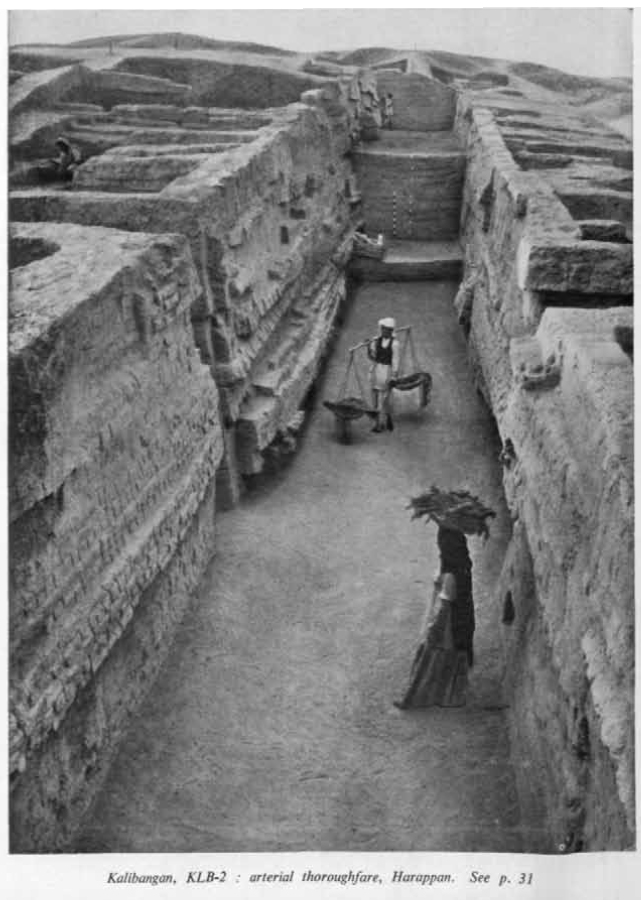
Калибанганская артериальная магистраль, Хараппан

Город был укреплён. Как и городское планирование, жилищное строительство также следовало общему образцу других городов Хараппы. Благодаря сетке городского планирования, подобной шахматной доске, все дома выходили как минимум на две или три дороги или переулки. Каждый дом имел двор и 6-7 комнат с трёх сторон, в некоторых домах был колодец. В одном доме была лестница, ведущая на крышу. Дома построены 10 X 20 X 30 глинобитные кирпичи (такие же, как те, что использовались во второй фазе строительства крепостной стены). Обожжённые кирпичи использовались в водостоках, колодцах, помостах для купания и подоконниках, помимо алтаря огня. Полы комнат были сложены из измельчённой мелкой глины, иногда выложенной глиняными кирпичами или терракотовыми плитками. В одном доме полы были выложены обожжённой плиткой, украшенной геометрическими узорами.

### Терракота
Некоторая керамика раннего Калибангана имеет большое сходство с керамикой посуды Хакра в Чолистане, с керамикой раннего Хараппана из цивилизации долины Инда и керамикой эпохи интеграции.. Функционально керамику можно разделить на горшки хозяйственные, религиозные и погребальные. Структурно у нас есть классификация как простых, так и декорированных изделий. На некоторых горшках были надписи Хараппана (нерасшифрованные).
Лучшая терракотовая фигура из Калибангана — это атакующий бык, который, как считается, символизирует «реалистичное и мощное народное искусство Хараппанского века». Город известен множеством найденных здесь терракотовых браслетов.

### Морские котики[что?]

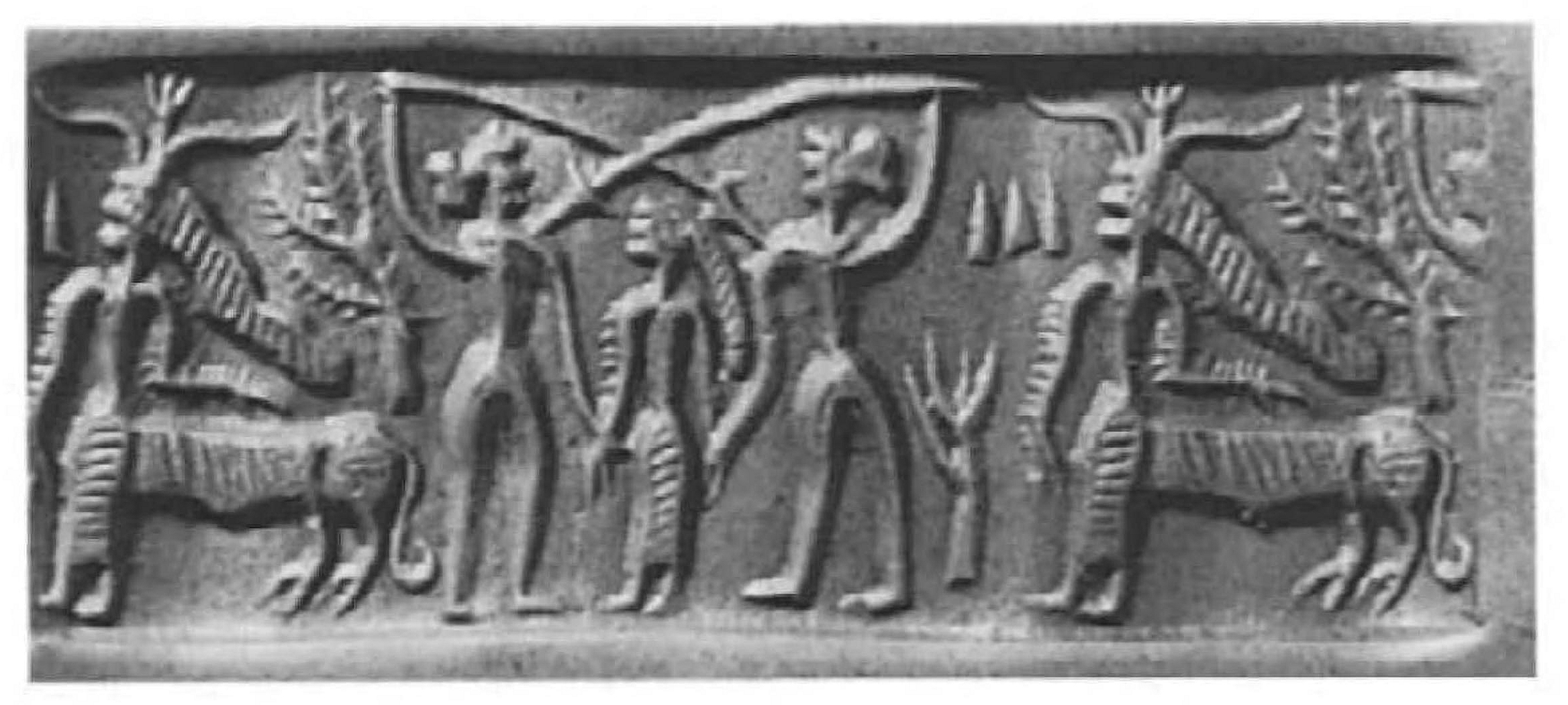
Калибанган

Было найдено несколько печатей[что?], относящихся к этой фазе. Наиболее примечательна цилиндрическая печать, изображающая женскую фигуру между двумя мужскими фигурами, сражающимися или угрожающими копьями. Существует также наблюдение за быком смешанного человека. Они имеют прямоугольную форму.

### Другие находки
Среди других примечательных находок — цилиндрический измерительный стержень с градуировкой и глиняный шар с человеческими фигурами. Также были обнаружены горох и нут.

### Погребальные системы

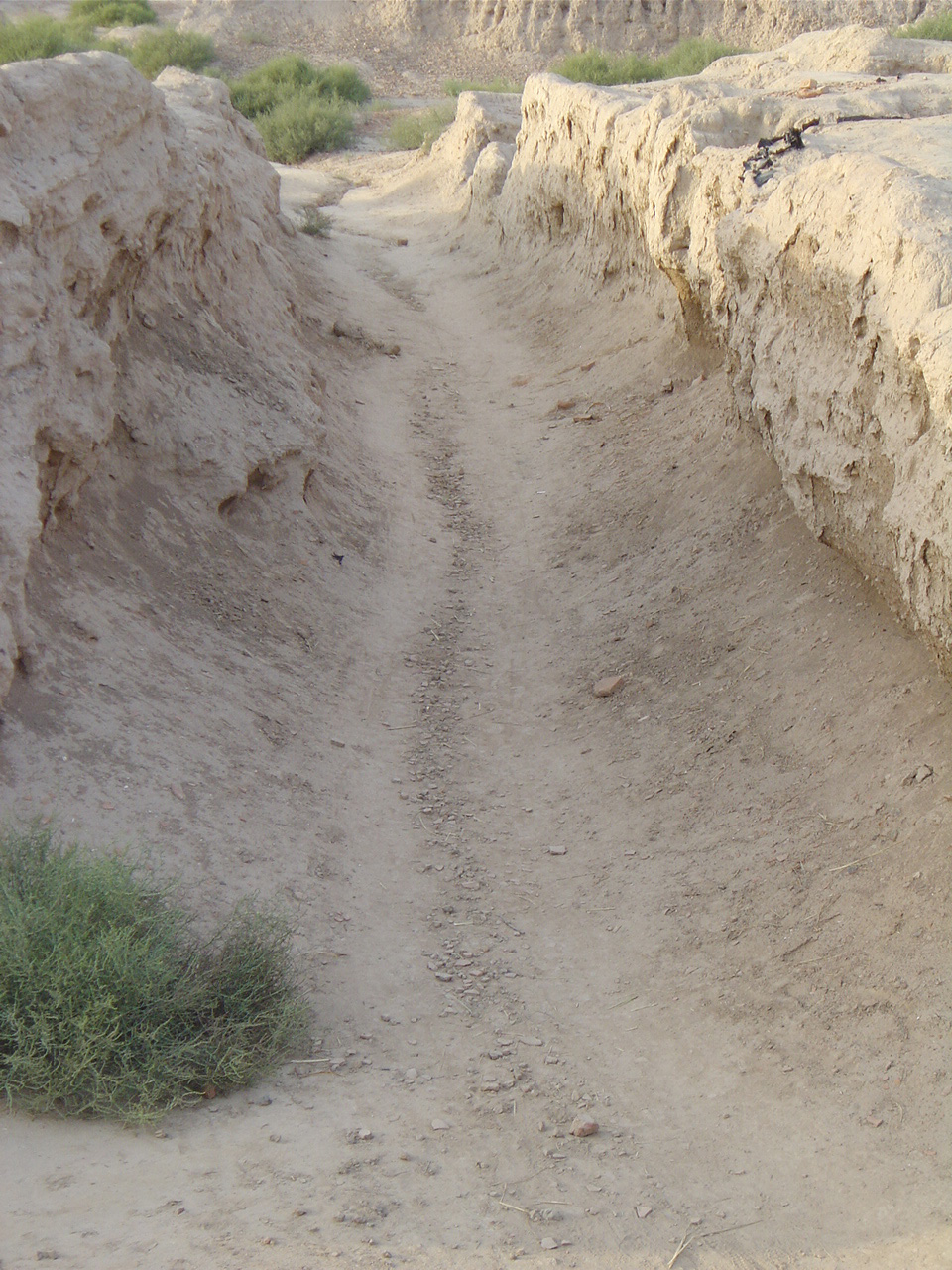
Проход на кладбище

В могильнике аттестованы три системы захоронения в ~ 300 ярдах к юго-западу от цитадели, где найдено ~ 34 могилы:
1. Захоронение в прямоугольной или овальной яме, труп положен прямо (вытянутый) головой на север среди керамики. В одной яме среди этих предметов было найдено медное зеркало. После захоронения ямы были засыпаны грязью. Одна могила была обнесена стеной из сырцового кирпича, оштукатуренной изнутри. У одного ребёнка в черепе было шесть отверстий. Из этих могил собрано много палеопатологических свидетельств.
2. Захоронение в горшке (урне) в круглой яме без трупа. Вокруг основного горшка (урны) размещалось от четырёх до 29 горшков и посуды. В некоторых могилах найдены бусы, ракушки и др.
3. Могила прямоугольной или овальной формы, содержащая только керамику и другие погребальные предметы. Как и в первом типе, могилы этого типа также были протяжённостью с севера на юг. Последние два метода не были связаны с какими-либо останками скелетов и могут быть связаны с символическим захоронением, которого нет в других городах Хараппы. В могилах третьего типа были такие же предметы, как и во втором типе, такие как бусы, ракушки и т. д., но не было трупов. Некоторые ямы не засыпались[26]. Официальный сайт АСИ[17].

### Конец цивилизации
Роберт Райкс утверждал, что Калибанган был заброшен из-за высыхания реки. Проф. Б. Б. Лал (бывш. Генеральный директор Археологической службы Индии) поддерживает эту точку зрения, утверждая: 
«Радиоуглеродные данные указывают на то, что зрелое поселение Хараппан в Калибангане пришлось покинуть примерно в 2650 году до н.э. И, как показывают гидрологические данные, это оставление произошло из-за высыхания Сарасвати (Гаггара). Эта последняя часть должным образом подтверждена работой Райкеса, итальянского гидролога, и его индийских сотрудников.

## Современный Калибанган
Название Kalibangan переводится как «чёрные браслеты» («Kālā» на хинди означает чёрный, а «bangan» означает браслеты). В нескольких милях вниз по течению находится железнодорожная станция и посёлок Пилибанга, что означает «Жёлтые браслеты» .
В 1983 году ASI открыло Археологический музей в Калибангане, чтобы хранить здесь материалы, раскопанные в 1961-69. В одной галерее отображаются находки до Хараппы, а в двух других галереях — находки из Хараппы.

## Галерея
Обнаруженные руины Калибангана во время раскопок 1966—1967, проведённых Археологической службой Индии.